# Pohorske pravljice
Pohorske pravljice so delo avtorja Jožeta Tomažiča. Izšle so leta 1942. Pohorske pravljice so razdeljene v šest sklopov, ki se razlikujejo po vsebini:
- Pravljične povesti,
- Pastirske pravljice in htinjske bajke,
- Razbojniške povesti,
- Žagarjeve smešnice,
- Drvarske in lovske pravljice in
- Stara stekljarska pravljica.

Skupno je v zbirki 33 pravljic, v katerih nastopajo povprečni ljudje kot so pastirji, kmetje, razbojniki, berači, lovci, dekle in hlapci. Značilno je, da se ti ljudje zapletajo z nadnaravnimi bitji; hudičem, jezernikom, čarovnikom, smrtjo, vilami, zelencem, vodovnikom, zmaji in govorečimi živalmi. V zgodbah opazimo tudi nekaj krščanskih motivov, v katerih se pojavljajo Jezus, Bog, Sv. Peter, pekel in nebesa.

## Razbojnikova nevesta
V pripovedki Razbojnikova nevesta, v katerih nastopajo tri hčerke, vrag in mati, nastopa čarovnija - vragova preobrazba, s katero prepriča revno mater, da je pravi ženin za njihove hčere. Uporabljeno je tudi število, ki je pravljično - tri hčere in ima tipično lastnost ljudske pravljice, da je najmlajša potomka glavni junak. Kljub tem pravljičnim lastnostim pa je to pripovedka, saj ji lahko posredno določimo tudi čas dogajanja (v zgodbi je Vrag). Na koncu je na humorističen način prikazano kako dobro premaga zlo.

## Avtor
V času pomladi leta 1906 se je z Velikega Tinja na Pohorju rodil Jože Tomažič, kasnejši učitelj, slovenski mladinski pripovednik, dramatik, igralec in režiser. Bil je šesti otrok v družini, imel pa je pet bratov in štiri sestre. Že kot otrok je kazal izjemno nadarjenost in kot priden bralec je utrjeval svoj domišljijski svet, za katerega je prav gotovo velikega navdušenja prinesel seboj že z rojstvom. Bil je ljubitelj narave in že kot otrok se je rad potikal po domačih skrivnostnih pokrajinah, kjer so krožile pravljične in bajeslovne zgodbe, ki so močno pritegovale mladega Jožeta. Po končanem učiteljišču v Mariboru je služboval najprej v Prekmurju, nato še v drugih krajih Slovenije. Glavnina njegovih del je nastala med vojno: Pohorske bajke; Dravska roža; Drvarka Marija; Oglarjev sin. Omeniti je treba predvsem njegove Pohorske pravljice (1942), za katere je bil deležen takratne Prešernove literarne nagrade. Nazadnje je bil direktor amaterskega gledališča na Jesenicah, kjer je leta 1970 umrl.